# Lucanus didieri
Lucanus didieri es una especie de coleóptero de la familia Lucanidae.

## Distribución geográfica
Habita en Yunnan (China).